# Notoaeschna geminata
Notoaeschna geminata – gatunek ważki z rodziny żagnicowatych (Aeshnidae). Występuje we wschodniej Australii – we wschodniej części stanu Nowa Południowa Walia oraz w południowo-wschodniej części Queenslandu.
Gatunek ten opisał w 1982 roku Günther Theischinger. Holotyp to samiec odłowiony w grudniu 1911 roku w Ebor w stanie Nowa Południowa Walia; autor wyznaczył też paratypy – 3 samce i larwę, odłowione w tym samym dniu co holotyp. Wszystkie te okazy odłowił Robert John Tillyard, ale uznał, że stanowią one odmianę gatunku Notoaeschna sagittata, którą nazwał „var. geminata”. Theischinger przebadał także liczne okazy samców i samic z różnych stanowisk w stanach Nowa Południowa Walia i Queensland, co pozwoliło mu się upewnić, że stanowią one odrębny gatunek; opisując go, wykorzystał nazwę nadaną przez Tillyarda.